# Polityka dyskontowa
Polityka dyskontowa – rzadko stosowany instrument oddziaływania na podaż pieniądza na rynku przez bank centralny. Celem tej polityki jest określanie przez bank centralny poziomu stopy dyskontowej, której wysokość ma ścisły związek z oprocentowaniem kredytów udzielanych przez bank centralny bankom komercyjnym oraz służy do określania wielkości tych kredytów. 

## Wpływ polityki dyskontowej
- Wzrost stopy dyskontowej – podniesienie kosztów kredytu – zmniejszenie bazy monetarnej.
- Obniżenie stopy dyskontowej – obniżenie kosztów kredytu – zwiększenie bazy monetarnej.
- Wzrost kredytów banku centralnego – zwiększenie bazy monetarnej.
- Spadek kredytów banku centralnego – zmniejszenie bazy monetarnej.

## Rola i skuteczność polityki dyskontowej
W systemach o dużym stopniu niezależności banków komercyjnych polityka dyskontowa odgrywa w dużej mierze rolę psychologiczną. Jednak zbyt częste zmiany stopy dyskontowej prowadzą do obniżenia poziomu zaufania do działań banku centralnego. Polityka dyskontowa bywa także stosowana jako instrument udzielania tzw. kredytów dyskontowych upadającym bankom komercyjnym, stwarzając im dostęp do rezerw w czasie kryzysu.
W latach 30. XX wieku polityka dyskontowa została oceniona jako instrument o ograniczonej skuteczności, który nie może znaleźć uniwersalnego zastosowania w każdej sytuacji gospodarczej, z którą ma do czynienia bank centralny. Inne instrumenty polityki pieniężnej okazują się lepiej realizować cele banku centralnego (np. operacje otwartego rynku).